# Lunania scopulorum
Lunania scopulorum är en videväxtart som beskrevs av Ignatz Urban och Ekman. Lunania scopulorum ingår i släktet Lunania och familjen videväxter. Inga underarter finns listade i Catalogue of Life.